# Květa Legátová
Květa Legátová, valódi nevén Věra Hofmanová (Podolí, 1919. november 3. – Brno, 2012. december 22.) cseh író, tanár. Munkássága az 1950-es évektől a 2000-es évekig ívelt át. Legismertebb munkáját, egy 2001-es „Želary” című novellás- és esszégyűjteményét, valamint 2002-ben megjelent könyvét, a „Jozova Hanule” adaptálták a 2003-as Želary című filmbe. A filmet 2004-ben Oscar-díjra jelölték a legjobb idegen nyelvű film kategóriában.

## Élete
Věra Hofmanová Podolíban született, 2012. december 22-én. Miután 1938-ban elvégezte a brünni reálgimnáziumot, cseh és német nyelvet kezdett tanulni a brünni Masaryk Egyetem Bölcsészettudományi Karán. Az egyetemek bezárása után gyorstanfolyamot végzett egy üzleti iskolában, majd gépíróként kezdett dolgozni a Valašské Meziříčí-i adóhivatalban, rövid ideig németet tanított a brnói konzervatóriumban, majd a Staré Brno-i fegyvergyárban dolgozott. Tanulmányait 1946-ban a Masaryk Egyetemen fejezte be. Politikailag megbízhatatlan volt, különböző iskolákban tanított Valašsko-n és Morvaországban, különösen Kopanice környékén, ahonnan ötleteket merített verbális alkotásaihoz. 1953 és 1958 között a brünni Felsőfokú Pedagógiai Iskolában külsős matematikát és fizikát tanult. 1954-1978 között a brünni Középiskolai Könyvtári Iskolában tanított. Nyugdíjba vonulása után az írásnak és az állatvédelemnek szentelte magát, 2012-ben halt meg 93 éves korában.

## Munkái
Fiatal kora óta aktív az irodalomban, verseket, színdarabokat, párbeszédeket és vázlatokat írt. Műveit különféle álnevekkel írta alá, a hatvanas-hetvenes évek fordulójáig a Věra Podhorná, egyes források szerint Ela Tomášková, később Květa Legátová álnevet használta. Az 1940-es években rádiózásba kezdett, kapcsolatban állt például František Kožíkkal. Az 1950-es években időnként publikált a Host do domuban, majd 1957-ben a Dokořán almanachban kiadott egy fejezetet leendő Želary című könyvéből. Ugyanebben az évben jelent meg a Postavičky novelláskötete, 1961-ben pedig a Korda Dabrová című regény. Želary novelláskötete csak 2001-ben jelent meg, amiért megkapta az Irodalmi Állami Díjat. 2002-ben jelent meg Jozova Hanule című regénye és ez alapján, 2003-ban készült a Želary című film.

### Bibliográfia
- Postavičky, 1957, novellák (Věra Podhorná álnéven)
- Korda Dabrová, 1961, regény (Věra Podhorná álnéven)
- Želary, 2001, novellák[9]
- Jozova Hanule, 2002, novella[10]
  - Szégyenlős szerelem – Novella, Budapest, 2004 · ISBN 9639442216 · Fordította: V. Detre Zsuzsa
- Román v dopisech, 2002, novellák
- Pro každého nebe, 2003, rozhlasové hry[11]
- Posedlá a jiné hry, 2004, rádiójátékok
- Nic není tak prosté, 2006, detektivky[12]
- Mušle a jiné odposlechy, 2007, novellák
- Mimo tento čas, 2008, rozhlasové hry
- Návraty do Želar, 2009, rozhovory s Dorou Kaprálovou(wd)

### Rádiós produkciók és műsorok
Az évek során a Csehszlovák Rádió brnói stúdiója több szkeccsét és színdarabját is leforgatta, például a Dvě (Kettő), 1940; Splněná přání (Teljesült kívánságok), 1948; Pohádka o Jeseňce (Őszi mese), 1958; Sestra (Nővér), 1963; Zajatec (A fogoly), 1968; Vražda v lomu (Gyilkosság a kőbányában), 1970. Az 1990-es években a Prágai Cseh Rádió forgatta a Pro každého nebe-t (Mennyország mindenkinek), 1991 és 1992 című darabokat; Ostrov slušných lidí (Tisztességes emberek szigete), 1993; Legenda o ctnostné Dobromile (Az erényes dobromil legendája), 1998 stb. Ezen kívül a Cseh Rádió az Osudy (Sorsok), 2019 című ciklusban az emlékeit, valamint az Antonín Bajajaval folytatott levelezésének egy részletét sugározta O Konci (A végéről), 2019 címmel.

### Televíziós produkciók és műsorok
Az eredeti rádiószöveg, a Ta vteřina vznikla alapján 1962-ben készült el a V této vteřině televíziós produkció, egy évvel később a Cseh Televízió brnói stúdiója forgatta a Výslech profesora Mrože (Mrož professzor vizsgálata) című darabot, 1963. A Cseh Televízió 2005-ben a Portréty (Portrék)kv című sorozat egy epizódját szentelte neki.

### Színházi és filmes adaptációk
Jozova Hanule című regényének színházi adaptációja (a Želary könyv motívumait felhasználva) a prágai Divadlo Rokoko színházban Želary címmel került színre 2012-ben. A regény a Brünni Nemzeti Színház Želary 2017-es produkcióján is alapult. A Jozova Hanule című könyv alapján 2003-ban készült a Želary című film.

## Díjai és emlékezete
- Irodalmi Állami Díj, 2002[20]
- Podolí önkormányzat tiszteletbeli állampolgársága, 2012[21]
- Emléktábla Jiří Březa iskolaépületén a Brno melletti Podolíban, 2013[22]
- Květa Legátová Könyvtár, 2017[23]

## Fordítás
- Ez a szócikk részben vagy egészben  a   Květa Legátová című cseh Wikipédia-szócikk fordításán alapul.  Az eredeti cikk szerkesztőit annak laptörténete sorolja fel. Ez a jelzés csupán a megfogalmazás eredetét és a szerzői jogokat jelzi, nem szolgál a cikkben szereplő információk forrásmegjelöléseként.